# Gavrilovka (raïon de Kovernino)
Gavrilovka (Гаври́ловка) est un village de Russie situé dans le raïon de Kovernino de l'oblast de Nijni Novgorod, siège administratif du conseil rural (municipalité) de Gavrilovka qui comprend 29 autres localités.

## Géographie
Le village se trouve à 4 km de Kovernino, chef-lieu d'arrondissement (raïon) et à 120 km de la capitale régionale, Nijni Novgorod. La gare ferroviaire la plus proche est celle de Semionov, à 65 km. 

## Histoire
Gavrilovka devient le siège administratif du conseil rural du même nom en novembre 1974.
Le kolkhoze « Paix » est formé au village en 1930. Plusieurs kolkhozes de moinde importance fusionnent avec le kolkhoze Paix dans les années 1970 et le siège de ce kolkhoze est installé à Gavrilovka. En 1993, l'agrobremkombinat Paix (Mir en russe) devient une exploitation agricole subsidiaire du chemin de fer de Gorki. En décembre 1999, l'exploitation est réorganisée en entreprise unitaire d'État, le 13 février 2005, elle est transformée en société par actions et privatisée en décembre 2005.
Le village est relié au gaz en 1993. Le village dispose d'une station de santé ambulatoire, d'une école moyenne pour 178 élèves, d'un jardin d'enfants de 200 places, d'une maison de la culture, d'une salle de sport, d'un bureau de la Poste de Russie (code postal 606587).

## Population
- 2002: 963 habitants
- 2010: 1090 habitants[2]